# Ordre de Bienfaisance
L'ordre de Bienfaisance (en grec moderne : Τάγμα της Ευποιΐας ), est un ordre de la Grèce, créé le 7 mai 1948 par le roi Paul Ier. Cet ordre a la particularité d'être actuellement conféré tant par la République Grecque que par le chef de la famille royale grecque déchue avec le même ruban et le même insigne. Ce dernier est toutefois surmonté d'une couronne quand il est décerné par la famille royale.

## Historique
L'ordre a été créé en 1948, afin de répondre aux volontés de Georges II de Grèce, mort en 1947, par son frère et successeur, Paul Ier. Aboli entre 1973 et 1975, il est de nouveau conféré par le gouvernement grec comme une récompense morale pour les femmes en particulier, grecques et étrangères, pour les bons services qu'elles ont rendus à la patrie dans le domaine de la charité, ainsi que pour leurs performances dans les arts et les lettres. Le fait que l'ordre soit décerné à des femmes ne signifie pas que les autres décorations grecques sont attribuées exclusivement à des hommes.

## Grades
L'Ordre comprend cinq classes :
- Grand-Croix - porte l'insigne sur une ceinture de l'épaule droite, plus l'étoile sur la poitrine gauche ;
- Grand Commandeur - porte l'insigne sur un arc, plus l'étoile sur la poitrine droite ;
- Commandeur - porte l'insigne sur un arc ;
- Croix d'or - porte l'insigne sur un ruban sur la poitrine gauche ;
- Croix d'argent - porte le badge sur un ruban sur la poitrine gauche.

## Description
L'insigne de l'ordre est une fleur émaillée bleue à cinq pétales, en argent (ou métal argenté) pour la classe la plus basse, en or (ou en vermeil) pour les classes supérieures. La conception générale est clairement inspirée de l'ordre de l'Empire des Indes, aboli peu de temps auparavant.
Il existe quatre versions de l'insigne : 
- Le premier, décerné de 1948 à 1973 est surmonté d'une couronne royale et comporte au revers le chiffre du roi George II.

- Les deuxième et troisième versions ont été décernées de 1975 à 1984. Ces versions ne comportent pas de couronne et ont des revers sans aucune inscription ou avec les initiales « ED » (les premières lettres de « République grecque »).

- La quatrième version, en vigueur depuis 1984, n'a pas de couronne et présente un revers avec les armoiries nationales et l'intitulé « République grecque » au complet.

Les quatre versions comportent à l'avers un médaillon avec le portrait de la Sainte Vierge avec l'Enfant Divin dans ses bras et la légende « ΕΥΠΟΙΙΑ » (« Bienfaisance ») sur un anneau en émail blanc.
La plaque de l'ordre, quant à elle, est une étoile en argent à huit branches avec des rayons droits, avec le même médaillon central que l'avers de l'insigne.
Le ruban de l'ordre est orange pâle liseré de bords bleus.

## Récipiendaires
Parmi les récipiendaires, figurent :
- Marie Bonaparte (1882-1962).
- Olga de Grèce (1903-1997).
- Marguerite de Grèce (1905-1981).
- Théodora de Grèce (1906-1969).
- Marina de Grèce (1906-1968).
- Eléni Skoúra (1896-1991)